# フリースタイルスキー・ワールドカップ 2005-2006
フリースタイルスキー・ワールドカップ 2005-2006は2005年9月3日から2006年3月19日まで開催された27シーズン目となるフリースタイルスキー・ワールドカップである。

## 競技種目
前シーズンと同じくエアリアル（AE）、モーグル（MO）、スキークロス（SX）、ハーフパイプ（HP）の4種目が行なわれた。

## 日程
韓国とスペインで初めてフリースタイルスキー・ワールドカップが開催された。
| 年     | 月日                                  | 種目 | 開催地                       | 優勝者                     | 優勝者                   |
| 年     | 月日                                  | 種目 | 開催地                       | 男子                       | 女子                     |
| ------ | ------------------------------------- | ---- | ---------------------------- | -------------------------- | ------------------------ |
| 2005年 | 9月3日                                | AE   | マウント・ブラー             | ジェレット・ピーターソン   | 李妮娜                   |
| 2005年 | 9月4日                                | AE   | マウント・ブラー             | ライアン・セント・オンジュ | 李妮娜                   |
| 2005年 | 12月14日                              | MO   | ティーニュ                   | タピオ・ルースァ           | ハンナ・カーニー         |
| 2005年 | 12月16日                              | AE   | 長春市                       | ウォーレン・ショールダイス | 王娇                     |
| 2005年 | 12月18日                              | AE   | 長春市                       | ドミトリー・ダシンスキー   | 徐囡囡                   |
| 2005年 | 12月18日                              | MO   | オーベルストドルフ           | デイル・ベッグ＝スミス     | ジェニファー・ハイル     |
| 2006年 | 1月7日                                | MO   | モンガブリエル               | アレキサンダー・ビロドウ   | カーリー・トロー         |
| 2006年 | 1月8日                                | AE   | モンガブリエル               | カイル・ニッセン           | エベリネ・ルー           |
| 2006年 | 1月13日                               | MO   | ディアバレー                 | トビー・ドーソン           | ミシェル・ローク         |
| 2006年 | 1月13日                               | AE   | ディアバレー                 | ライアン・セント・オンジュ | リディア・ラシラ         |
| 2006年 | 1月14日                               | AE   | ディアバレー                 | ドミトリー・ダシンスキー   | 郭心心                   |
| 2006年 | 1月14日                               | SX   | レ・コンタミンヌ             | トーマス・クラウス         | カーリン・フッタリー     |
| 2006年 | 1月15日                               | HP   | レ・コンタミンヌ             | カーレ・レイノネン         | アネー・カラドー         |
| 2006年 | 1月20日                               | SX   | クライシュベルク             | トーマス・クラウス         | マグダレーナ・イリヤンス |
| 2006年 | 1月20日                               | MO   | レークプラシッド             | デイル・ベッグ＝スミス     | ミシェル・ローク         |
| 2006年 | 1月21日                               | AE   | レークプラシッド             | ライアン・ブレイス         | エベリネ・ルー           |
| 2006年 | 1月22日                               | MO   | レークプラシッド             | デイル・ベッグ＝スミス     | カーリー･トロー          |
| 2006年 | 1月28日                               | MO   | マドンナ・ディ・カンピーリオ | デイル・ベッグ＝スミス     | ジェニファー・ハイル     |
| 2006年 | 2月3日                                | SX   | スピンドレルフ・ムリン       | エナク・ガバッジオ         | オフェリー・ダビド       |
| 2006年 | 2月4日                                | MO   | スピンドレルフ・ムリン       | アレキサンダー・ビロドウ   | カーリー・トロー         |
| 2006年 | 2月5日                                | AE   | スピンドレルフ・ムリン       | ドミトリー・ダシンスキー   | 李妮娜                   |
| 2006年 | 2月11日から2月23日 トリノオリンピック |      |                              |                            |                          |
| 2006年 | 3月1日                                | MO   | ジサン                       | デイル・ベッグ＝スミス     | ジェニファー・ハイル     |
| 2006年 | 3月3日                                | AE   | ダボス                       | スティーブ・オミシュル     | ジャッキー・クーパー     |
| 2006年 | 3月5日                                | MO   | 猪苗代町                     | ミッコ・ロンカイネン       | ジェニファー・ハイル     |
| 2006年 | 3月11日                               | SX   | シエラネバダ山脈             | トーマス・クラウス         | オフェリー・ダビド       |
| 2006年 | 3月12日                               | SX   | シエラネバダ山脈             | ロマン・ホーファー         | マグダレーナ・イリヤンス |
| 2006年 | 3月17日                               | HP   | エイペックス                 | カーレ・レイノネン         | サラ・バーク             |
| 2006年 | 3月18日                               | MO   | エイペックス                 | デイル・ベッグ＝スミス     | ニコラ・スドバ           |
| 2006年 | 3月19日                               | AE   | エイペックス                 | ドミトリー・ダシンスキー   | アラ・チュペール         |

## 総合成績

### オーバーオール
男女共にスキークロスの選手がオーバーオール総合優勝を獲得した。
| 順位 | 名前                   | ポイント |
| ---- | ---------------------- | -------- |
| 1位  | トーマス・クラウス     | 86.00    |
| 2位  | デイル・ベッグ＝スミス | 74.64    |
| 3位  | ロマン・ホーファー     | 57.20    |

| 順位 | 名前                 | ポイント |
| ---- | -------------------- | -------- |
| 1位  | オフェリー・ダビド   | 84.00    |
| 2位  | カーリン・フッタリー | 76.00    |
| 3位  | ジェニファー・ハイル | 75.37    |

### エアリアル
全11戦が行なわれた。男子ではドミトリー・ダシンスキーがベラルーシ人初の総合優勝を果たし、女子では10年ぶりにスイスの選手が総合優勝した。
| 順位 | 名前                       | ポイント |
| ---- | -------------------------- | -------- |
| 1位  | ドミトリー・ダシンスキー   | 585      |
| 2位  | カイル・ニッセン           | 549      |
| 3位  | ウォーレン・ショールダイス | 449      |

| 順位 | 名前                 | ポイント |
| ---- | -------------------- | -------- |
| 1位  | エベリネ・ルー       | 524      |
| 2位  | アラ・チュペール     | 507      |
| 3位  | マヌエラ・ミューラー | 438      |

### モーグル
全11戦が行なわれた。男子ではデイル・ベッグ＝スミスがオーストラリア人初の総合優勝を果たし、女子ではカナダのジェニファー・ハイルが史上2人目となる3連覇を達成した。
| 順位 | 名前                     | ポイント |
| ---- | ------------------------ | -------- |
| 1位  | デイル・ベッグ＝スミス   | 821      |
| 2位  | アレキサンダー・ビロドウ | 506      |
| 3位  | サミ・ムストネン         | 399      |

| 順位 | 名前                 | ポイント |
| ---- | -------------------- | -------- |
| 1位  | ジェニファー・ハイル | 829      |
| 2位  | カーリー・トロー     | 586      |
| 3位  | ミシェル・ローク     | 528      |

### スキークロス
全5戦が行なわれた。男子ではチェコのトーマス・クラウスが史上初の2連覇を達成し、女子ではフランスのオフェリー･ダビドが史上初の3連覇を達成した。
| 順位 | 名前               | ポイント |
| ---- | ------------------ | -------- |
| 1位  | トーマス・クラウス | 430      |
| 2位  | ロマン・ホーファー | 286      |
| 3位  | エナク・ガバッジオ | 221      |

| 順位 | 名前                     | ポイント |
| ---- | ------------------------ | -------- |
| 1位  | オフェリー･ダビド        | 420      |
| 2位  | カーリン・フッタリー     | 380      |
| 3位  | マグダレーナ・イリヤンス | 389      |

### ハーフパイプ
全2戦が行なわれた。
| 順位 | 名前                 | ポイント |
| ---- | -------------------- | -------- |
| 1位  | カーレ・レイノネン   | 200      |
| 2位  | マイケル・リドル     | 112      |
| 3位  | ザヴィエ・ベルトーニ | 90       |

| 順位 | 名前                 | ポイント |
| ---- | -------------------- | -------- |
| 1位  | アネー・カラドー     | 140      |
| 2位  | ミリヤム・イェーガー | 106      |
| 3位  | サラ・バーク         | 100      |